# Кисельов Володимир Леонтійович
Володимир Леонтійович Кисельов (5 березня 1922, Київ — 26 лютого 1995, там само) — український письменник, журналіст. Член Спілки письменників України з 1955 року. Батько поета Леоніда Кисельова і письменника, журналіста Сергія Кисельова.

## Біографія
Народився 5 березня 1922 року в Києві в родині вчителів. Виховувався в дитячому будинку. Закінчивши середню школу, в кінці 1930-х років уступив до Київського театрального інституту. Навчання перервала німецько-радянська війна.
Після першого поранення Володимир Кисельов пройшов скорочений курс навчання в Грозненському військово-піхотному училищі. Далі командував мінометною батареєю на Сталінградському фронті. Там Кисельова важко поранило і контузило, внаслідок чого він став інвалідом другої групи з осколком у грудях.
У 1946–1948 роках навчався в Київському інституті театрального мистецтва. Далі працював у пресі. Спочатку був роз'їзним кореспондентом невеликої газети «На будівництві газопроводу», потім працював в промисловому відділі газети «Радянська Україна». У 1954–1964 роках очолював кореспондентський пункт «Літературної газети» по Українській РСР. У 1965–1972 роках був головним редактором щорічника Академії наук УРСР і товариства «Знання» Української РСР «Україна. Наука і культура».
Жив у Києві. Помер 26 лютого 1995 року. Похований в Києві на Байковому кладовищі.

## Творчість
Публікуватися почав з 1941 року. Автор повісті «Великі клопоти», романів «Людина може», «Злодії в хаті»1963, перекладений на німецьку мову), «Веселий Роман». Для дітей середнього і старшого віку написав повість «Дівчинка і птахоліт» (1969, перекладену на японську мову) і роман «Любов і картопля», що були популярними серед юних читачів. Є також і кілька фантастичних оповідань: «Європейський сонник» (1986), «Атомне застереження» (1987) та інші.